# Chusquea angustifolia
Chusquea angustifolia är en gräsart som först beskrevs av Thomas Robert Soderstrom och Cléofe Elsa Calderón, och fick sitt nu gällande namn av Lynn G. Clark. Chusquea angustifolia ingår i släktet Chusquea och familjen gräs. Inga underarter finns listade i Catalogue of Life.